# James J. Stoker
James Johnston Stoker (* 2. März 1905 in Pittsburgh; † 19. Oktober 1992 in Greenwood Lake, New York) war ein US-amerikanischer Mathematiker, der sich mit angewandter Mathematik und Differentialgeometrie beschäftigte.

## Leben
Stoker begann als Bergbauingenieur. Er promovierte 1931 an der ETH Zürich bei Heinz Hopf und George Pólya über Differentialgeometrie (Über die Gestalt der positiv gekrümmten offenen Flächen im dreidimensionalen Raume), obwohl er dort zunächst in Ingenieurwissenschaften promovieren wollte. Hopf empfahl Stoker an Richard Courant, dessen Assistent er 1937 an der New York University wurde. Zusammen mit Courant und Kurt Friedrichs war Stoker Gründungsmitglied des Courant Institute of Mathematical Sciences of New York University. Nach Courants Tod war er von 1958 bis 1966 dessen Direktor. Nach seiner Emeritierung folgte ihm Friedrichs ins Amt.
Stoker befasste sich mit der Theorie der Wasserwellen, der Elastizitätstheorie (Plattentheorie, Nichtlineare Elastizitätstheorie) und nichtlinearen Schwingungen.
Bekannt ist er für seine Monographie über die Theorie der Wasserwellen von 1957, die die lineare Theorie behandelt. 1962 wurde er in die American Academy of Arts and Sciences gewählt, 1963 in die National Academy of Sciences. 1970 erhielt er die Timoschenko-Medaille.
Zu seinen Doktoranden zählen Louis Nirenberg, Warren M. Hirsch und Jean Van Heijenoort.

## Schriften
- Differential Geometry, Wiley-Interscience, 1969, 1989
- Water Waves: The Mathematical Theory with Applications, Wiley-Interscience 1957
- Nonlinear vibrations in mechanical and electrical systems, Wiley 1992
- mit Kurt Friedrichs, P. Le Corbeiller, Norman Levinson: Nonlinear mechanics, Providence 1943
- Nonlinear Elasticity, Gordon and Breach 1968
- Topics in Nonlinear Elasticity, Courant Institute of Mathematical Sciences 1964